# Општина Комалкалко (Табаско)
Комалкалко (шп. Comalcalco) општина је у Мексику у савезној држави Табаско. Општина се налази на надморској висини од 4 м.

## Становништво
Према подацима из 2010. у општини је живело 192802 становника.

### Хронологија
| Година       | 2000                   | 2005                   | 2010                   |
| ------------ | ---------------------- | ---------------------- | ---------------------- |
| Становништво | 164637 (81299 / 83338) | 173773 (85645 / 88128) | 192802 (95084 / 97718) |

### Попис
| \| \| м \| \| \| ж \| \| 0—2 \| 5.876 \| \| \| 5.622 \| \| 3—5 \| 6.181 \| \| \| 6.023 \| \| 6—11 \| 12.362 \| \| \| 12.071 \| \| 12—14 \| 6.159 \| \| \| 5.924 \| \| 15—17 \| 6.215 \| \| \| 6.032 \| \| 18—24 \| 12.387 \| \| \| 12.992 \| \| 60+ \| 7.246 \| \| \| 7.427 \| \| Просек : \| 27,7 \| \| \| 28,4 \| |        |  |  |        |
| |        |  |  |        |
| | м      |  |  | ж      |
| 0—2 | 5.876  |  |  | 5.622  |
| 3—5 | 6.181  |  |  | 6.023  |
| 6—11 | 12.362 |  |  | 12.071 |
| 12—14 | 6.159  |  |  | 5.924  |
| 15—17 | 6.215  |  |  | 6.032  |
| 18—24 | 12.387 |  |  | 12.992 |
| 60+ | 7.246  |  |  | 7.427  |
| Просек : | 27,7   |  |  | 28,4   |

| #   | Индикатор                                                                                        | Вредност |
| --- | ------------------------------------------------------------------------------------------------ | -------- |
| 1   | Становништво од 0 до 2 године                                                                    | 11498    |
| 2   | Мушко становништво од 0 до 2 године                                                              | 5876     |
| 3   | Женско становништво од 0 до 2 године                                                             | 5622     |
| 4   | Становништво са 3 и више година                                                                  | 180391   |
| 5   | Мушко становништво са 3 и више година                                                            | 88750    |
| 6   | Женско становништво са 3 и више година                                                           | 91641    |
| 7   | Становништво са 5 и више година                                                                  | 172026   |
| 8   | Мушко становништво са 5 и више година                                                            | 84569    |
| 9   | Женско становништво са 5 и више година                                                           | 87457    |
| 10  | Становништво са 12 и више година                                                                 | 143754   |
| 11  | Мушко становништво са 12 и више година                                                           | 70207    |
| 12  | Женско становништво са 12 и више година                                                          | 73547    |
| 13  | Становништво са 15 и више година                                                                 | 131671   |
| 14  | Мушко становништво са 15 и више година                                                           | 64048    |
| 15  | Женско становништво са 15 и више година                                                          | 67623    |
| 16  | Становништво са 18 и више година                                                                 | 119424   |
| 17  | Мушко становништво са 18 и више година                                                           | 57833    |
| 18  | Женско становништво са 18 и више година                                                          | 61591    |
| 19  | Становништво од 3 до 5 година                                                                    | 12204    |
| 20  | Мушко становништво од 3 до 5 година                                                              | 6181     |
| 21  | Женско становништво од 3 до 5 година                                                             | 6023     |
| 22  | Становништво од 6 до 11 година                                                                   | 24433    |
| 23  | Мушко становништво од 6 до 11 година                                                             | 12362    |
| 24  | Женско становништво од 6 до 11 година                                                            | 12071    |
| 25  | Становништво од 8 до 14 година                                                                   | 28526    |
| 26  | Мушко становништво од 8 до 14 година                                                             | 14520    |
| 27  | Женско становништво од 8 до 14 година                                                            | 14006    |
| 28  | Становништво од 12 до 14 година                                                                  | 12083    |
| 29  | Мушко становништво од 12 до 14 година                                                            | 6159     |
| 30  | Женско становништво од 12 до 14 година                                                           | 5924     |
| 31  | Становништво од 15 до 17 година                                                                  | 12247    |
| 32  | Мушко становништво од 15 до 17 година                                                            | 6215     |
| 33  | Женско становништво од 15 до 17 година                                                           | 6032     |
| 34  | Становништво од 18 до 24 године                                                                  | 25379    |
| 35  | Мушко становништво од 18 до 24 године                                                            | 12387    |
| 36  | Женско становништво од 18 до 24 године                                                           | 12992    |
| 37  | Женско становништво од 15 до 49 година                                                           | 53111    |
| 38  | Становништво са 60 и више година                                                                 | 14673    |
| 39  | Мушко становништво са 60 и више година                                                           | 7246     |
| 40  | Женско становништво са 60 и више година                                                          | 7427     |
| 41  | Однос између мушкараца и жена                                                                    | 97.3     |
| 42  | Становништво од нуле до 14 година                                                                | 60218    |
| 43  | Становништво од 15 до 64 године                                                                  | 121425   |
| 44  | Становништво од 65 година и више                                                                 | 10246    |
| 45  | Просечан број деце                                                                               | 2.54     |
| 46  | Становништво рођено у ентитету                                                                   | 183125   |
| 47  | Мушко становништво рођено у ентитету                                                             | 90143    |
| 48  | Женско становништво рођено у ентитету                                                            | 92982    |
| 49  | Становништво рођено у другом ентитету                                                            | 8029     |
| 50  | Мушко становништво рођено у другом ентитету                                                      | 4120     |
| 51  | Женско становништво рођено у другом ентитету                                                     | 3909     |
| 52  | Становништво од 5 година и више резидентно у ентитету у јуну 2005. године                        | 168162   |
| 53  | Мушко становништво старосног доба од 5 година и више, резидентно у ентитету у јуну 2005. године  | 82536    |
| 54  | Женско становништво старосног доба од 5 и више година, резидентно у ентитету у јуну 2005. године | 85626    |
| 55  | Становништво од 5 година и више које је живело у другом ентитету у јуну 2005. године             | 2450     |
| 56  | Мушко становништво старије од 5 година које је живело у другом ентитету у јуну 2005. године      | 1270     |
| 57  | Женско становништво старије од 5 година које је живело у другом ентитету у јуну 2005. године     | 1180     |
| 58  | Становништво од 3 године и више које говори аутохтони језик                                      | 565      |
| 59  | Мушко становништво старо 3 године и више које говори аутохтони језик                             | 320      |
| 60  | Женско становништво старо 3 године и више које говори аутохтони језик                            | 245      |
| 61  | Становништво од 3 године и више које говори аутохтони језик и не говори шпански језик            | 1        |
| 62  | Мушко становништво старо 3 године и више које говори аутохтони језик и не говори шпански         | 0        |
| 63  | Женско становништво старо 3 године и више које говори аутохтони језик и не говори шпански језик  | 1        |
| 64  | Становништво старо 3 године и више које говори аутохтони језик и шпански                         | 355      |
| 65  | Мушко становништво старо 3 године и више које говори аутохтони језик и шпански                   | 203      |
| 66  | Женско становништво старо 3 године и више које говори аутохтони језик и шпански                  | 152      |
| 67  | Становништво од 5 година и више које говори аутохтони језик                                      | 558      |
| 68  | Становништво од 5 година и више које говори аутохтони језик и не говори шпански језик            | 1        |
| 69  | Становништво од 5 година и више које говори аутохтони језик и говори шпански језик               | 355      |
| 70  | Становништво у домородачким домаћинствима                                                        | 1309     |
| 71  | Становништво са ограничењима у активностима                                                      | 8433     |
| 72  | Становништво са ограниченим ходањем или кретањем, горе или доле                                  | 3990     |
| 73  | Становници са ограничењима вида, чак и уз кориштење сочива                                       | 2542     |
| 74  | Становништво са ограничењима говора, комуникације или конверзације                               | 948      |
| 75  | Становништво са ограниченим слухом                                                               | 636      |
| 76  | Становништво са ограничењима при одевању, купању или јелу                                        | 418      |
| 77  | Становништво са ограничењима у опажању или учењу једноставних ствари                             | 316      |
| 78  | Становништво са менталним ограничењима                                                           | 1029     |
| 79  | Становништво без ограничења активности                                                           | 182461   |
| 80  | Становништво од 3 до 5 година које не похађа школу                                               | 4617     |
| 81  | Мушко становништво од 3 до 5 година које не похађа школу                                         | 2340     |
| 82  | Женско становништво од 3 до 5 година које не похађа школу                                        | 2277     |
| 83  | Становништво од 6 до 11 година које не похађа школу                                              | 668      |
| 84  | Мушко становништво од 6 до 11 година које не похађа школу                                        | 343      |
| 85  | Женско становништво од 6 до 11 година које не похађа школу                                       | 325      |
| 86  | Становништво од 12 до 14 година које не похађа школу                                             | 905      |
| 87  | Мушко становништво од 12 до 14 година које не похађа школу                                       | 415      |
| 88  | Женско становништво од 12 до 14 година које не похађа школу                                      | 490      |
| 89  | Становништво од 15 до 17 година похађа школу                                                     | 8372     |
| 90  | Мушко становништво од 15 до 17 година похађа школу                                               | 4432     |
| 91  | Женско становништво између 15 и 17 година живота у школи                                         | 3940     |
| 92  | Становништво од 18 до 24 године похађа школу                                                     | 6166     |
| 93  | Мушко становништво од 18 до 24 године похађа школу                                               | 3245     |
| 94  | Женско становништво од 18 до 24 године похађа школу                                              | 2921     |
| 95  | Становништво од 8 до 14 година које не може да чита и пише                                       | 1230     |
| 96  | Мушко становништво старосног доба од 8 до 14 година које не може да чита и пише                  | 748      |
| 97  | Женско становништво старосног доби од 8 до 14 година које не може да чита и пише                 | 482      |
| 98  | Становништво од 15 година и више које је неписмено                                               | 9997     |
| 99  | Мушко становништво од 15 година и више које је неписмено                                         | 3675     |
| 100 | Женско становништво од 15 година и више које је неписмено                                        | 6322     |
| 101 | Становништво старо 15 и више година без школовања                                                | 7682     |
| 102 | Мушко становништво старо 15 и више година без школовања                                          | 2839     |
| 103 | Женско становништво старо 15 и више година без школовања                                         | 4843     |
| 104 | Становништво старосног доба 15 и више година са непотпуним основним образовањем                  | 24982    |
| 105 | Мушко становништво старосног доба од 15 година и више са непотпуном основним образовањем         | 11606    |
| 106 | Женско становништво старосног доба 15 и више година са непотпуном основним образовањем           | 13376    |
| 107 | Становништво старо 15 и више година са комплетним основним образовањем                           | 20513    |
| 108 | Мушко становништво старо 15 година и више са комплетним основним образовањем                     | 9177     |
| 109 | Женско становништво старо 15 и више година са комплетним основним образовањем                    | 11336    |
| 110 | Становништво старосног доба 15 и више година са непотпуним средњим образовањем                   | 5639     |
| 111 | Мушко становништво старосног доба од 15 година и више са непотпуним средњим образовањем          | 3007     |
| 112 | Женско становништво старосног доба од 15 година и више са непотпуним средњим образовањем         | 2632     |
| 113 | Становништво старо 15 и више година са пуним секундарном образовањем                             | 33525    |
| 114 | Мушко становништво старосног доба од 15 година и више са пуним секундарном образовањем           | 17050    |
| 115 | Женско становништво старосног доба од 15 година и више са пуним секундарном образовањем          | 16475    |
| 116 | Становништво старије од 18 година са постосновним образовањем                                    | 34547    |
| 117 | Мушко становништво старије од 18 година са постосновним образовањем                              | 18058    |
| 118 | Женско становништво старије од 18 година са постосновним образовањем                             | 16489    |
| 119 | Просечна оцена школовања                                                                         | 8.03     |
| 120 | Просечан ниво образовања мушке популације                                                        | 8.35     |
| 121 | Просечан ниво образовања женског становништва                                                    | 7.73     |
| 122 | Економски активно становништво                                                                   | 65015    |
| 123 | Економски активна мушка популација                                                               | 51454    |
| 124 | Економски активна женска популација                                                              | 13561    |
| 125 | Становништво које није економски активно                                                         | 77827    |
| 126 | Мушко становништво које није економски активно                                                   | 18185    |
| 127 | Женско становништво које није економски активно                                                  | 59642    |
| 128 | Запослено становништво                                                                           | 60325    |
| 129 | Запослено мушко становништво                                                                     | 47309    |
| 130 | Запослено женско становништво                                                                    | 13016    |
| 131 | Незапослена популација                                                                           | 4690     |
| 132 | Незапослена мушка популација                                                                     | 4145     |
| 133 | Незапослена женска популација                                                                    | 545      |
| 134 | Становништво без права на здравствене услуге                                                     | 60797    |
| 135 | Становништво које има право на здравствене услуге                                                | 130848   |
| 136 | Становништво које има право на ИМСС                                                              | 17639    |
| 137 | Становништво које има право на социјално осигурање                                               | 4957     |
| 138 | Становништво које има право на државно социјално осигурање                                       | 3538     |
| 139 | Становништво које има право на опште осигурање или здравствено осигурање за нову генерацију      | 90368    |
| 140 | Становништво које је било једном или није било у браку током 12 година и више                    | 47662    |
| 141 | Венчано или уједињено становништво од 12 година и више                                           | 82779    |
| 142 | Становништво које је било у браку или уједињено 12 година и више                                 | 13097    |
| 143 | Становништво са католичком религијом                                                             | 125365   |
| 144 | Протестанти, еванђелисти и библијски следбеници различити од еванђелиста                         | 49868    |
| 145 | Становништво са другим религијама различитим од претходних                                       | 41       |
| 146 | Становништво без религије                                                                        | 13977    |
| 147 | Укупно пописаних домаћинства                                                                     | 46466    |
| 148 | Пописна домаћинства на челу са мушкарцима                                                        | 36837    |
| 149 | Пописна домаћинства на челу са женама                                                            | 9629     |
| 150 | Становништво у пописним домаћинствима                                                            | 191623   |
| 151 | Становништво у пописним домаћинствима на челу са мушкарцима                                      | 158072   |
| 152 | Становништво у пописним домаћинствима на челу са женама                                          | 33551    |
| 153 | Укупно домаћинстава                                                                              | 52462    |
| 154 | Укупно насељених домаћинстава                                                                    | 46742    |
| 155 | Укупно приватних кућа                                                                            | 52186    |
| 156 | Насељени приватни домови                                                                         | 46466    |
| 157 | Укупно насељених приватних кућа                                                                  | 46741    |
| 158 | Ненасељене приватне куће                                                                         | 4247     |
| 159 | Појединачна домаћинства за привремену употребу                                                   | 1473     |
| 160 | Становници у насељеним приватним кућама                                                          | 191623   |
| 161 | Насељеност станара у приватним становима                                                         | 4.12     |
| 162 | Просечно становника по соби у приватним насељеним домаћинствима                                  | 1.2      |
| 163 | Појединачна домаћинства са подовима од различитих материјала од земље                            | 42081    |
| 164 | Појединачна домаћинства у приземљу                                                               | 4148     |
| 165 | Појединачна домаћинства са једном спаваћом собом                                                 | 17999    |
| 166 | Појединачна домаћинства са две спаваће собе и више                                               | 28318    |
| 167 | Појединачна домаћинства са једним собом                                                          | 4850     |
| 168 | Појединачна домаћинства са две собе                                                              | 7431     |
| 169 | Појединачна домаћинства са 3 собе и више                                                         | 33946    |
| 170 | Појединачна домаћинства која имају електрично светло                                             | 45834    |
| 171 | Појединачна домаћинства која немају електрично светло                                            | 500      |
| 172 | Појединачна домаћинства која имају водоводну воду у стамбеном простору                           | 34270    |
| 173 | Појединачна домаћинства која немају водоводну воду у стамбеном простору                          | 12000    |
| 174 | Појединачна домаћинства која имају тоалет                                                        | 44010    |
| 175 | Појединачна домаћинства која имају канализацију                                                  | 43975    |
| 176 | Појединачна домаћинства која немају канализацију                                                 | 2054     |
| 177 | Појединачна домаћинства која имају електрично светло, довод воде из јавне мреже и канализацију   | 33164    |
| 178 | Појединачна домаћинства без икаквих услова                                                       | 1954     |
| 179 | Појединачна домаћинства која имају радио                                                         | 28421    |
| 180 | Појединачна домаћинства која имају телевизор                                                     | 40922    |
| 181 | Појединачна домаћинства која имају фрижидер                                                      | 36184    |
| 182 | Појединачна домаћинства која имају машину за веш                                                 | 29911    |
| 183 | Појединачна домаћинства која имају аутомобил или комби                                           | 11126    |
| 184 | Појединачна домаћинства која имају рачунар                                                       | 7105     |
| 185 | Појединачна домаћинства која имају фиксну телефонску линију                                      | 8827     |
| 186 | Појединачна домаћинства која имају мобилни телефон                                               | 25189    |
| 187 | Појединачна домаћинства која имају приступ интернету                                             | 3561     |